# Rancho Nuevo (Guanajuato)
Rancho Nuevo es una localidad del estado mexicano de Guanajuato. Es parte del municipio de Apaseo el Grande.

## Demografía
| Gráfica de evolución demográfica |
|                                  |

| Censo | Población |
| ----- | --------- |
| 1900  | 64        |
| 1910  | 142       |
| 1921  | —         |
| 1930  | 100       |
| 1940  | 57        |
| 1950  | 164       |
| 1960  | 255       |
| 1970  | 575       |
| 1980  | 1 061     |
| 1990  | 1 339     |
| 2000  | 778       |
| 2010  | 920       |
| 2020  | 1 481     |